# NGC 4680
NGC 4680 é uma galáxia espiral (S/P) localizada na direcção da constelação de Virgo. Possui uma declinação de -11° 38' 11" e uma ascensão recta de 12 horas, 46 minutos e 54,7 segundos.
A galáxia NGC 4680 foi descoberta em 27 de Maio de 1835 por John Herschel.